# روبرت غريفين الثالث
روبرت غريفين الثالث (بالإنجليزية: Robert Lee Griffin III) هو منافس ألعاب قوى أمريكي، ولد في 12 فبراير 1990 في مدينة أوكيناوا في اليابان.

## وصلات خارجية
- روبرت غريفين الثالث على موقع الاتحاد الدولي لألعاب القوى (الإنجليزية)
- روبرت غريفين الثالث على موقع مرجع كرة القدم المحترفة.كوم (الإنجليزية)
- روبرت غريفين الثالث على موقع الموسوعة البريطانية (الإنجليزية)
- روبرت غريفين الثالث على موقع إن إن دي بي (الإنجليزية)